# The Fame Ball Tour
The Fame Ball Tour là chuyến lưu diễn đầu tay của nữ ca sĩ người Mỹ Lady Gaga nhằm quảng bá cho album phòng thu đầu tay của cô, The Fame (2008). Chuyến lưu diễn diễn ra tại 4 châu lục: Bắc Mỹ, châu Âu, châu Đại Dương và châu Á. Gaga miêu tả chuyến lưu diễn này là một cuộc tham quan bảo tàng quy mô thế giới hòa quyện với những đặc điểm nghệ thuật của sự trình diễn nhạc pop của Andy Warhol. Trong suốt chuyến lưu diễn, Gaga đã có chút tinh chỉnh về sân khấu để phù hợp với những địa điểm diễn khác nhau.
Các đêm nhạc được chia làm bốn phần nhỏ, được phân cách với nhau bằng một đoạn video chuyển tiếp. Đêm nhạc kết thúc bằng một phần encore. Danh sách tiết mục của các đêm diễn chỉ bao gồm các bài hát trong album The Fame. Gaga xuất hiện trên sân khấu với nhiều bộ trang phục mới trong suốt chương trình, đáng chú ý nhất là bộ váy được làm từ bong bóng giả bằng nhựa đồng thời biểu diễn thêm một ca khúc chưa từng được phát hành với tựa đề "Future Love". Một danh sách tiết mục mới với những thay đổi nhỏ đã được áp dụng sau chặng diễn tại Bắc Mỹ lần đầu tiên của chuyến lưu diễn. The Fame Ball Tour đã nhận được nhiều phản hồi tích cực từ giới phê bình âm nhạc, họ tán dương sự trong trẻo của giọng Gaga cũng như khả năng trình bày các loại hình nghệ thuật biểu diễn như một nghệ sĩ chuyên nghiệp.

## Bối cảnh
Gaga thông báo cô sẽ thực hiện chuyến lưu diễn đầu tay của mình vào ngày 12 tháng 1 năm 2009 thông qua tài khoản Myspace cá nhân. Cô đã từng giữ vai trò hát chính trong các chuyến lưu diễn New Kids on the Block: Live của ban nhạc người Mỹ New Kids on the Block và Doll Domination Tour của nhóm nhạc The Pussycat Dolls. Gaga khẳng định: "Tôi đang xem xét những gì mình đang làm sao cho chúng giống như mang chủ đề Andy Warhol: nghệ thuật trình diễn nhạc pop, đa phương tiện, thời trang, công nghệ, video và phim ảnh. Tất cả những yếu tố trên sẽ hòa quyện lại vào nhau, nó sẽ trở thành một chuyến tham quan bảo tàng quy mô thế giới." Gaga bắt đầu lên kế hoạch cho chuyến lưu diễn khi còn đang đi lưu diễn với The Pussycat Dolls. Trả lời phỏng vấn với MTV News, nữ ca sĩ miêu tả chuyến lưu diễn như sau:
| “ | Nó không hẳn là một chuyến lưu diễn, nó giống như một bữa tiệc tùng đi từ nơi này sang nơi khác vậy. Tôi muốn nó trở thành một thứ kinh nghiệm gì đó khi bạn bước vào sân khấu và khi bạn bắt đầu cất tiếng hát. Khi màn biểu diễn kết thúc, mọi người sẽ bấm nút tua lại và hòa vào nó một lần nữa. [...] Quang cảnh sẽ làm cho bạn liên tưởng rằng bạn đang đi quanh New York vào khoảng năm 1974: người ta xếp sẵn một nhân vật nghệ thuật ở ngay sảnh chính, [đó là] một anh chàng DJ xoay những cái đĩa hát yêu thích của bạn, và rồi một đêm hòa nhạc gây âm vang trong đầu bạn nhất mà bạn từng được chiêm ngưỡng trong cuộc đời. [...] Cứ mỗi phút trong ngày, tôi lại nói chuyện trên điện thoại, bàn bạc với người ta, trở nên sáng tạo, dàn dựng Ball, còn người quản lý chuyến lưu diễn thì luôn miệng nói rằng 'Nhanh nào, ta phải đi thôi. Chúng ta phải đi ngay bây giờ,' [...] Nhưng đối với tôi, Ball là một cái gì đó rất quan trọng. Tôi rất muốn kiếm được những tờ đô-la ít ỏi đáng giá khi người ta đến xem tôi diễn. Và, [nhưng bù lại], tôi phải trả rất nhiều tiền cho nó — tôi phải rút tiền túi mà trả. Nhưng không sao. Tôi không quan tâm mấy đến chuyện tiền bạc đâu. | ” |

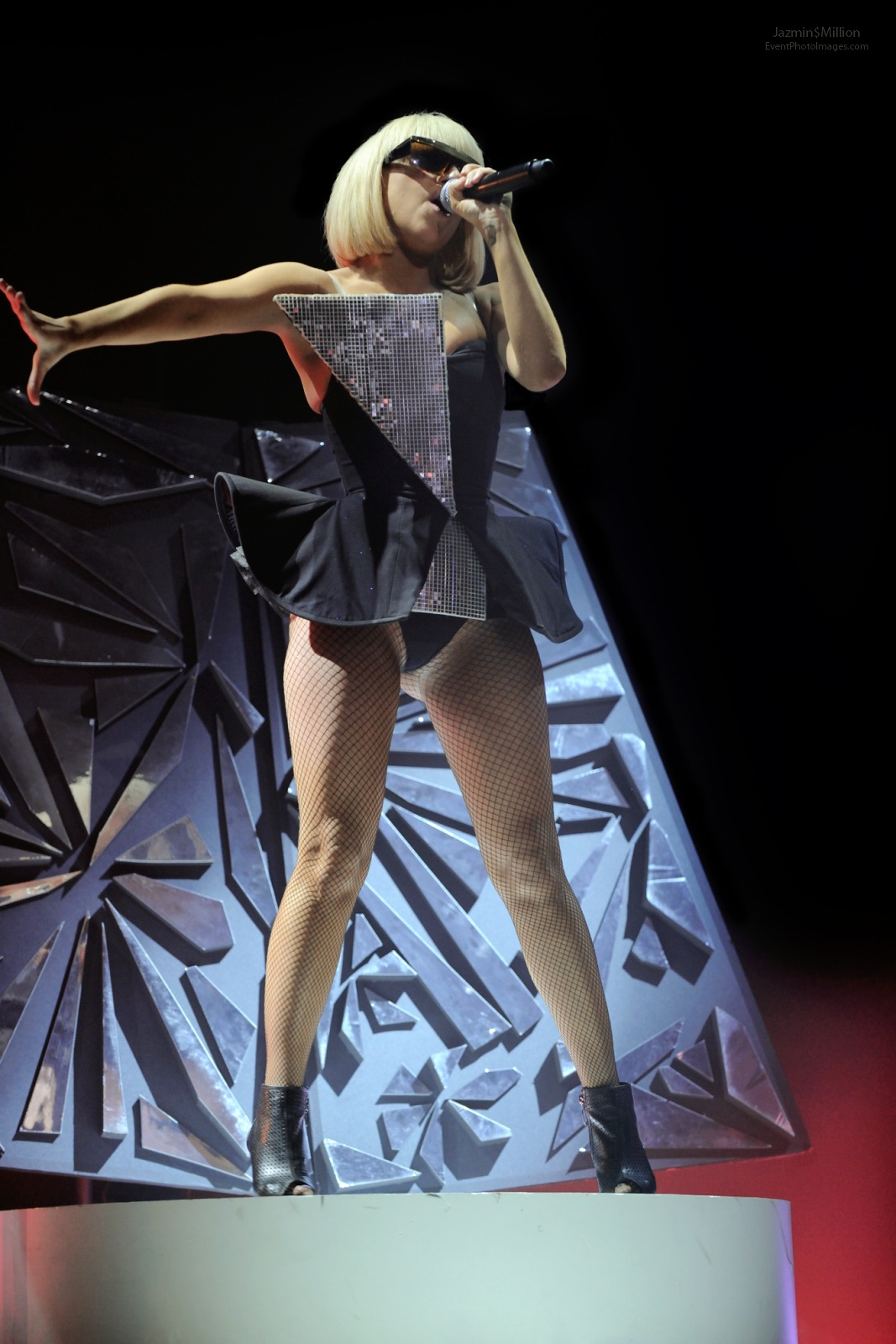
Gaga mở đầu chương trình bằng ca khúc "Paparazzi".

Gaga dàn dựng ba kiểu thiết kế sân khấu khác nhau để phù hợp với các kích cỡ khác nhau của các nhà hát, v.v. — các địa điểm diễn mà cô sẽ đi qua. Trong một cuộc phỏng vấn với tạp chí Billboard, Gaga chia sẻ:
| “ | Tôi đang thật sự quẫn trí, mất ngủ và háo hức cho chuyến lưu diễn lần này. [...] Nó sẽ khác so với những gì các bạn được thấy từ tôi trong những năm trước đó. Điều thú vị là ở chỗ tôi đã có thể lên kế hoạch cho chuyến lưu diễn từ khi tôi cũng đang đi lưu diễn nhưng với một vai trò nhỏ bé hơn nhiều, chỉ là một ca sĩ hát mở đầu. Nó sẽ là, kiểu như, một thứ khoái lạc siêu đỉnh cho tôi vì tôi đã sẵn sàng để bước tiếp [trên con đường sự nghiệp]. Tôi không còn bị gò bó với chỉ một kiểu thiết kế sân khấu cho buổi diễn của tôi lần nào nữa. Sẽ không còn giới hạn. Tôi đã được tự do. [...] Tôi muốn có những sự tinh chỉnh rõ rệt về thiết kế sân khấu để chúng tôi có thể thể hiện toàn bộ những loại hình công nghệ cao cấp và nghệ thuật thị giác. Tôi cần lên sẵn những ngày diễn tiếp theo trước trong đầu nếu có gì trục trặc, nếu không thì, tôi sẽ không hoàn thành được một chuyến lưu diễn tốt đẹp... Mỗi đêm nhạc sẽ là một đêm nhạc hạng A [...]. | ” |

Danh sách tiết mục biểu diễn phần lớn là các ca khúc từ album The Fame, cùng với đó một số ca khúc mới như "Fashion" (do đích thân Gaga trình bày) nằm trong album nhạc phim của bộ phim chiếu rạp Mỹ Tự thú của một tín đồ shopping cũng đã được thêm vào. Tháng 5 năm 2009, trong buổi phỏng vấn với tờ Edmonton Sun, Gaga tiết lộ rằng chuyến lưu diễn cũng sẽ đi qua một số liên hoan âm nhạc được tổ chức tại châu Âu vào mùa hè cùng năm. Nữ ca sĩ cũng tuyên bố những dự định của cô cho những chương trình hòa nhạc có quy mô lớn hơn tại Bắc Mỹ, trong đó có Canada. Cô giải thích rằng những chương trình này sẽ phải lớn hơn những cái trước. Cô nói: "Ồ, mọi người không hiểu đâu, [...] Chuyến lưu diễn mà chúng tôi sắp công bố đây hệt như một giấc mơ, đến nỗi tôi phải luôn ghi nhớ trong đầu rằng nó sắp thực sự diễn ra."

## Tóm tắt buổi diễn
Một đêm diễn được chia làm bốn phần, trong đó phần cuối cùng là phần encore. Buổi diễn bắt đầu với một đoạn video giới thiệu có tựa đề "The Heart" trong đó Gaga vào vai một cô gái có tên Candy Warhol (lấy cảm hứng từ cố hoạ sĩ Andy Warhol). Cô diện một bộ trang phục bắt mắt và giơ lên một biểu tượng trái tim hồng trên áo phông của mình rồi nói, "Tên tôi là Lady Gaga và đây là [đội] Haus của tôi". Video được chiếu trên một màn hình khổng lồ đặt phía trước sân khấu. Khi video gần hạ màn thì một màn đếm ngược từ 10 trở về 1 diễn ra, trên gương mặt của Gaga có đeo một chiếc kinh râm và những ngọn lửa hồng dần nhấn chìm màn hình khi nó rơi xuống. Gaga xuất hiện ở giữa sân khấu và bị bao quanh bởi các vũ công của cô, những người sử dụng những tấm đĩa vỏ thủy tinh để ngụy trang. Cô diện một chiếc váy đen có màu sắc vị lai với những hoa văn hình học và đính kèm một mảnh tam giác trên ngực phải và chiếc váy peplum. DJ Space Cowboy đã xuất hiện ở góc sân khấu để chơi phần nhạc đệm. Gaga bước ra giữa sân khấu vào lúc những tấm đĩa bị cuộn vây xung quanh và bắt đầu cất lời hát "Paparazzi".
Màn biểu diễn khép lại với tiếng chớp máy ảnh liên tục. Gaga leo lên đỉnh nấc thang và hát kết hợp giữa "Starstruck" và "LoveGame" khi các vũ công mặc áo khoác gió phối hợp nhảy cùng cô, cuối màn diễn cô khoe với khán giả miếng dán mang thương hiệu của mình. Sau "LoveGame", nữ ca sĩ trình bày một bài độc thoại về năm "3009". Cô nói rằng "Những đứa trẻ bước ra khỏi New York và bắn bọn thợ săn ảnh (paparazzi)", rồi tiếp lời, "Đó là một ngàn năm trước khi con quái vật lần đầu tiến vào thành phố, rồi đột ngột biến mất vì những trái tim, bộ óc và khuôn mặt của chúng ta (liên hệ đến 3 video kịch ngắn của chuyến lưu diễn)" và "chúng ta biết rằng chúng ta có thể cùng tồn tại với con quái vật này với Âm nhạc của chúng ta!! Với nghệ thuật và thời trang của chúng ta. Tên tôi là Lady Gaga"; tiếp đó nữ ca sĩ nói với đám đông rằng cô cảm thấy "xinh đẹp và giàu có bẩn thỉu" rồi hát bài "Beautiful, Dirty, Rich". Điều này dẫn đến màn kết thúc của phần đầu tiên trong đó một đoạn video giới thiệu có tựa "The Brain" bắt đầu khi Gaga hóa thân trở lại làm Candy Warhol và chải tóc mình. Sau khi video kết thúc, Gaga đã xuất hiện trên sân khấu trong bộ trang phục áo nịt liền quần (leotard) màu đen pha trắng với đôi vai "bồng" nhô cao và những biểu tượng hình tia chớp, trong khi đang cưỡi trên một chiếc vespa có màu sắc tương tự. Sau đó cô bắt đầu hát "The Fame". Kế tiếp Gaga có một bài phát biểu, cô nói rằng mình đã "chu du khắp thế giới nhưng khi tôi trở về, tôi vẫn có thể đánh hơi thấy mùi tanh hôi của lòng tham". Và rồi cô biểu diễn "Money Honey" với các vũ công đeo ba lô. Ngay lập tức phát lên giai điệu của "Eh, Eh (Nothing Else I Can Say)" đi kèm với tràng pháo tay và cô đội một chiếc mũ làm từ các quân cờ domino nằm nghiêng ngửa.
Tiếp theo Gaga rời sân khấu để thay trang phục và chỉ xuất hiện ngay sau đó trong một bộ váy được làm hoàn toàn từ bong bóng nhựa. Rồi cô cảm ơn khán giả và làm họ ngạc nhiên bằng việc thể hiện một ca khúc mới chưa phát hành có tựa "Future Love" với phần ca từ liên quan đến những dải thiên hà xa xôi, những trái tim của máy móc và các chòm sao. Cô bị bao quanh bởi một hình nhân nữ phát sáng trong lúc thể hiện bài hát. Trên sân khấu có một quang cảnh màu xanh và bị che phủ bởi sương mù cơ học. Gaga đã đi vào hậu trường để hóa trang trong lúc bắt đầu phát sóng video ngắn là có tựa "The Face".
Sau khi video kết thúc, Gaga bước lên sân khấu khi mặc một chiếc váy tutu với các miếng đệm vai phồng lên và váy peplum. Các vũ công bên cạnh thì diện những chiếc quần ống dài của nhãn thời trang Louis Vuitton, có in tên của Steven Sprouse rất hợp với đôi giày của Gaga. Tấm màn sau sân khấu đổi màu và chiếu những ánh đèn disco nhấp nháy và Gaga đứng ở chính giữa đeo chiếc kính râm hiện lên dòng chữ "Pop Music Will Never Be Low Brow". Một bản phối lại bài "Just Dance" bật tiếng và các vũ công cùng Gaga thể hiện màn vũ đạo trên sân khấu. Khi ca khúc chuyển đến đoạn bridge, Gaga một lần nữa cầm chiếc gậy disco và dùng nó để trình diễn đoạn bridge. Phần kết bài chuyển sang một phiên bản phối khác của ca khúc. Sau đó Gaga, các vũ công và cả DJ Space Cowboy (hay DJ Nicodemus) cùng nắm tay nhau và cúi đầu chào trước mặt khán giả. Rồi Gaga trở lại để thể hiện nốt màn encore. Tiết mục encore của chuyến lưu diễn gồm có hai bài "Boys, Boys, Boys" và phiên bản gốc của "Poker Face". Lúc này nữ ca sĩ diện một bộ áo nịt liền quần (leotard) bằng vải ka ki, được tô điểm thêm bằng những chiếc đầu lâu. Cô đội một chiếc mũ và đeo găng tay của thủy thủ, cả hai đều có in chữ Gaga trang trí trên đó.

### Những thay đổi sau các buổi diễn ở Châu Đại Dương
Sau buổi diễn The Fame Ball tại Auckland, New Zealand, Gaga đã trình diễn một loạt những tiết mục khác trong thời lượng còn lại của tour diễn kết hợp với việc thay đổi trang phục. Gaga thể hiện "Paparazzi", "LoveGame" và "Beautiful, Dirty, Rich" với phục trang tương tự nhau khi cô diện một chiếc váy tutu đính một mảnh tam giác. Tiếp nối hai bài "The Fame" và "Money Honey" là "Boys Boys Boys" – cả ba ca khúc được nữ ca sĩ trình diễn trong bộ áo nịt liền quần (leotard) màu bạc lấp lánh với đôi cánh nhỏ đầu nhọn lúc cô ngồi trên chiếc vespa sơn bạc. Kế đó cô thể hiện tiết mục "Just Dance" và "Eh, Eh (Nothing Else I Can Say)" trong chiếc váy màu vàng từ lượt diễn ở Mỹ. Sau khi biểu diễn "Brown Eyes" (thay thế "Future Love") và "Poker Face" trên piano, Gaga khép lại chương trình với phiên bản album của "Poker Face" khi cô mặc bộ áo nịt liền quần nude tô điểm bằng những chiếc đầu lâu.

## Đón nhận

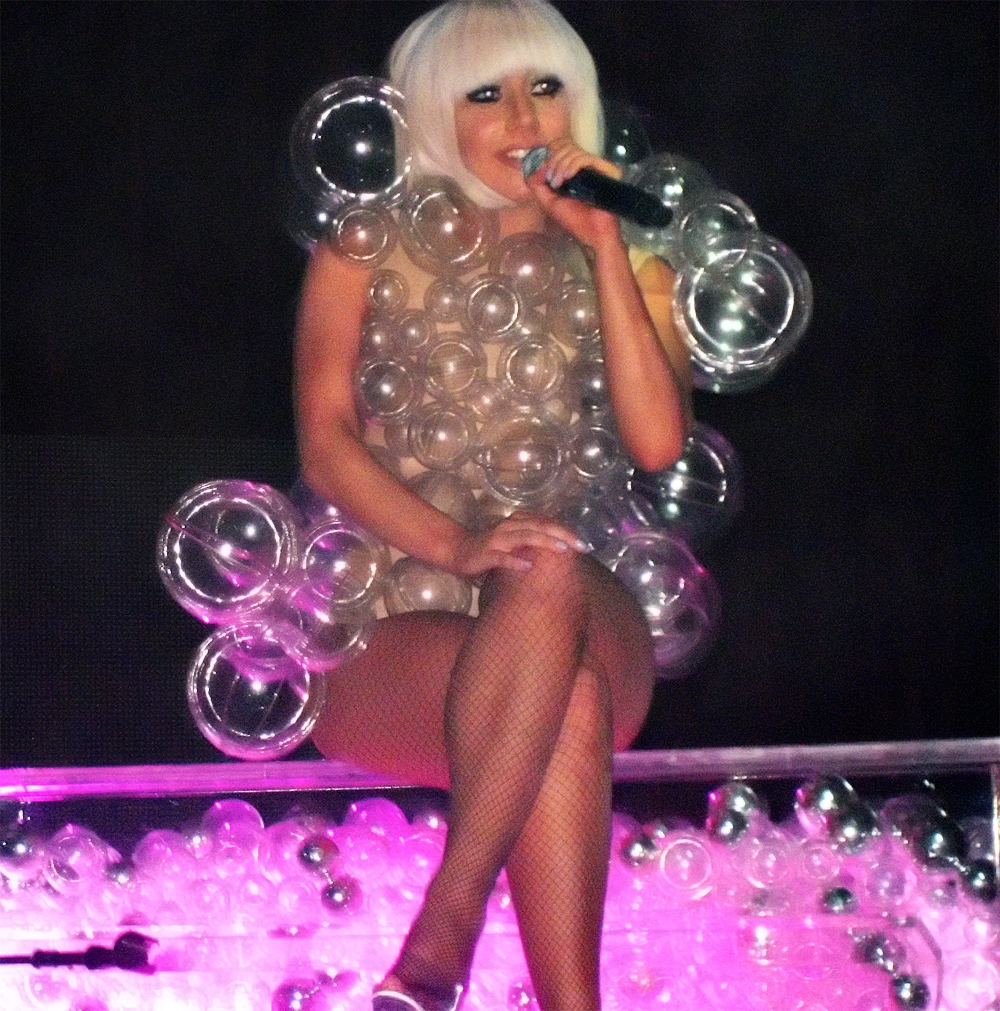
Gaga trò chuyện cùng khán giả trong lúc đang mặc một chiếc váy làm từ bong bóng nhựa.

The Fame Ball Tour đón nhận nhiều lời tán dương từ giới phê bình. Whitney Pastorek từ Entertainment Weekly có các đánh giá trái chiều về buổi hòa nhạc. Cô viết: "đôi khi trò đùa trên sân khấu của cô ấy hơi ngớ ngẩn, và thỉnh thoảng phần hình ảnh thiếu chủ đề liền mạch, nhưng giọng cô thật khỏe và thanh thoát dễ chịu [...] Đối với tất cả sự khoe khoang tự mãn, có lẽ mặt khó phủ nhận nhất về tài năng của Gaga là: Cô gái này có thể hát." Chương trình được mô tả là một "thí nghiệm may mặc làm cho Rocky Horror trông giống như điệu nhảy côticông. Một Lady [Gaga] quá tự tin chấp nhận – và để chắc rằng Andy Warhol đã khuấy động trong hầm mộ của DJ này."
Sheri Linden từ Yahoo! chấm buổi hòa nhạc một bài đánh giá tích cực với nhận định: "Chuyến lưu diễn nhà hát đầu tiên của Gaga đã bán cháy vé – và Lady [Gaga] không hề thất vọng. Vay mượn người nhân bản "Blade Runner" của Madonna, Grace Jones, David Bowie và Daryl Hannah, Gaga dựng nên một chương trình lôi cuốn xoay quanh nhân vật bí ẩn của cô, một nhóm ba vũ công diện áo khoác da, nhiều lần thay đổi phục trang, các đạo cụ và một DJ trình bày phần nhạc đệm." Christopher Muther từ báo The Boston Globe nhận xét buổi hòa nhạc trong House of Blues rằng: "Sự kết hợp của ca khúc và đại cảnh vừa chiều lòng khán giả vừa gây thích thú. Những bài hát nhạc sàn của cô được đem đến bởi một người phụ nữ có chủ ý rõ ràng, thông minh và tài năng."
Lynn Saxberg từ nhật báo Ottawa Citizen dành lời khen ngợi cho buổi hòa nhạc tại Trung tâm Bronson ở Ottawa khi viết: "Đi kèm cùng một DJ chơi guitar điện theo điệu funk, bộ phát điện một chiều đầy cuốn hút (Gaga và Space Cowboy) đứng trước một trong những màn biểu diễn dữ dội nhất từng được dựng nên tại Trung tâm Bronson - một khu rạp xiếc tràn ngập âm thanh, ánh sáng, hình ảnh video, sương mù và vũ đạo. Mặc dù mang nặng tính nghệ thuật sân khấu, không hề có sự hà tiện nào về mặt âm nhạc." Nữ nhà báo còn bình luận về phong cách và cảm quan thời trang của Gaga trong lốt trang phục của nữ ca sĩ như sau: "Trong một tiếng đồng hồ, Gaga đã chứng tỏ sức mạnh ngôi sao của mình bằng cách phô diễn hết mọi bản hit của cô, mang những ảnh hưởng từ Motown đến nhạc pop ở thập niên 80 và bạo dạn thể hiện cảm quan thời trang trong một số thay đổi về trang phục, không có thiết kế nào che mông của cô cả."

Gaga trình diễn "Poker Face" trong một bộ áo nịt liền quần màu kaki và đội chiếc mũ thuyền trưởng.

Andy Downing từ nhật báo Chicago Tribune bị ấn tượng bởi buổi diễn tại House of Blues và nói: "Buổi diễn thật đáng tiền bỏ ra. Chỉ vài tuần trong tour diễn chính đầu tiên của mình trên toàn quốc, [cô gái] 22 tuổi xuất thân từ New Yorker [...] chỉ huy sân khấu như thể là một [nghệ sĩ] chuyên nghiệp lâu năm". Jill Menze từ tạp chí Billboard cũng đánh giá tích cực màn biểu diễn và dành lời khen những ca khúc như "Just Dance", "LoveGame", "Poker Face", "Boys Boys Boys" và bản nhạc "Paparazzi" bị sự nổi tiếng ám ảnh. Cây viết còn nhận xét thêm rằng "[Từ] thành công trên bảng xếp hạng, Lady Gaga đã tự chứng minh mình là một [hiện tượng] nhất thời làm điên đảo quần chúng nhạc pop [...] và rõ ràng là cô ấy đủ linh hoạt và tài năng để duy trì tiềm lực của mình". Mikel Wood từ tờ Rolling Stone tán dương trong bài đánh giá của ông: "Phong cách biểu diễn trong hình hài nạn nhân của báo lá cải theo kiểu tặc lưỡi khiến một số người cười [chế nhạo] The Fame trở nên hơi khó chịu tại Wiltern, đặc biệt khi [nữ] ca sĩ bắt đầu phun ra những câu nghiên cứu truyền thông vô nghĩa và nửa vời như, 'Some say Lady Gaga is a lie'. Thật may mắn, đây là một người phụ nữ biết cách làm dịu tâm trạng: Trong vòng 10 phút hoặc lâu hơn thế, cô diện một bộ áo nịt liền quần có màu thịt, đội chiếc mũ thuyền trưởng trá hình và gieo vần các câu hát 'boys in cars' với 'buy us drinks in bars'."
Ngày 13 tháng 3 năm 2009, Gaga được blogger mạng xã hội Perez Hilton trao tặng một tấm bản kỉ niệm doanh số 3 triệu bản của đĩa đơn đầu tay "Just Dance" thay mặt cho Hiệp hội Công nghiệp ghi âm Hoa Kỳ (RIAA) trong buổi biểu diễn của cô tại Nhà hát Wiltern. Buổi diễn còn có sự góp mặt của rapper Kanye West. Craig Rosen từ The Hollywood Reporter nhận định: "Lady Gaga cho thấy cô là một ứng viên nặng ký cho chiếc vương miện ngày Thứ Sáu của Madonna tại Wiltern. Cô ấy có thể là người mới, nhưng nghệ sĩ có tên thật là Stefani Joanne Germanotta này đã chỉ huy sân khấu với một bầu không khí trang trọng kéo dài suốt hàng giờ liền, thậm chí đôi lúc còn trưng ra một cây vương trượng phát sáng."

## Nghệ sĩ mở màn
- The White Tie Affair[2] (Bắc Mỹ)
- Chester French[2] (Bắc Mỹ)
- Cinema Bizarre[17] (Bắc Mỹ)
- Gary Go[2] (Đại Anh)

## Danh sách tiết mục
Danh sách tiết mục này được sử dụng từ ngày 12 tháng 3 đến 2 tháng 5 năm 2009. Gaga tiếp tục sử dụng danh sách này cho buổi hòa nhạc thứ hai của cô vào ngày 9 tháng 6 cùng năm.
1. "Paparazzi"
2. "LoveGame" (chứa những yếu tố của "StarStruck")
3. "Beautiful, Dirty, Rich"
4. "The Fame"
5. "Money Honey"
6. "Eh, Eh (Nothing Else I Can Say)"
7. "Poker Face" (bản piano)
8. "Future Love"
9. "Just Dance"

Encore
1. "Boys Boys Boys"
2. "Poker Face"

Danh sách tiết mục này được sử dụng từ 26 tháng 6 đến 23 tháng 8 năm 2009.
1. "Paparazzi"
2. "LoveGame"
3. "Beautiful, Dirty, Rich"
4. "The Fame"
5. "Money Honey"
6. "Boys Boys Boys"
7. "Just Dance"
8. "Eh, Eh (Nothing Else I Can Say)"

Encore
1. "Brown Eyes"
2. "Poker Face" (bản piano)
3. "Poker Face"

- Trong chương trình tại Chicago, Gaga thể hiện bài "Quicksand" của Britney Spears, một ca khúc cô sáng tác cho nữ ca sĩ này.
- Trong chương trình tại Moscow, "Paparazzi", "Eh, Eh (Nothing Else I Can Say)" và "Boys Boys Boys" đều không được trình diễn.
- Trong các chương trình tại Châu Đại Dương, "Money Honey" và "Boys Boys Boys" đều không được trình diễn.
- Trong các chương trình tại Tokyo, Clarke Quay và Seoul, "The Fame", "Money Honey", "Eh, Eh (Nothing Else I Can Say)" và "Boys Boys Boys" đều không được trình diễn.
- Trong các chương trình tại Cologne, Berlin và Zurich, Gaga đã trình diễn bài "Willkommen" từ vở nhạc kịch Cabaret.

## Lịch trình lưu diễn
| Ngày                | Thành phố           | Quốc gia    | Địa điểm                               |
| ------------------- | ------------------- | ----------- | -------------------------------------- |
| Bắc Mỹ              |                     |             |                                        |
| 12 tháng 3 năm 2009 | San Diego           | Hoa Kỳ      | House of Blues                         |
| 13 tháng 3 năm 2009 | Los Angeles         | Hoa Kỳ      | Nhà hát Wiltern                        |
| 14 tháng 3 năm 2009 | San Francisco       | Hoa Kỳ      | The Mezzanine                          |
| 16 tháng 3 năm 2009 | Seattle             | Hoa Kỳ      | Showbox at the Market                  |
| 17 tháng 3 năm 2009 | Portland            | Hoa Kỳ      | Wonder Ballroom                        |
| 18 tháng 3 năm 2009 | Vancouver           | Canada      | Commodore Ballroom                     |
| 21 tháng 3 năm 2009 | Englewood           | Hoa Kỳ      | Nhà hát Gothic                         |
| 23 tháng 3 năm 2009 | Minneapolis         | Hoa Kỳ      | Fine Line Music Cafe                   |
| 24 tháng 3 năm 2009 | Chicago             | Hoa Kỳ      | House of Blues                         |
| 25 tháng 3 năm 2009 | Royal Oak           | Hoa Kỳ      | Nhà hát âm nhạc hoàng gia Oak          |
| 26 tháng 3 năm 2009 | Kitchener           | Canada      | Elements Nightclub                     |
| 27 tháng 3 năm 2009 | Ottawa              | Canada      | Nhà hát trung tâm Bronson              |
| 28 tháng 3 năm 2009 | Montreal            | Canada      | Métropolis                             |
| 30 tháng 3 năm 2009 | Boston              | Hoa Kỳ      | House of Blues                         |
| 4 tháng 4 năm 2009  | Palm Springs        | Hoa Kỳ      | Oasis Hall                             |
| 6 tháng 4 năm 2009  | Orlando             | Hoa Kỳ      | House of Blues                         |
| 7 tháng 4 năm 2009  | Tampa               | Hoa Kỳ      | The Ritz Ybor                          |
| 8 tháng 4 năm 2009  | Fort Lauderdale     | Hoa Kỳ      | Revolution Live                        |
| 9 tháng 4 năm 2009  | Atlanta             | Hoa Kỳ      | Nhà hát Center Stage                   |
| 11 tháng 4 năm 2009 | Palm Springs        | Hoa Kỳ      | Oasis Hall                             |
| Châu Âu             |                     |             |                                        |
| 24 tháng 4 năm 2009 | Madrid              | Tây Ban Nha | La Cubierta                            |
| 25 tháng 4 năm 2009 | Moscow              | Nga         | Famous                                 |
| 28 tháng 4 năm 2009 | Stuttgart           | Đức         | Club Zapata                            |
| Bắc Mỹ              |                     |             |                                        |
| 1 tháng 5 năm 2009  | Philadelphia        | Hoa Kỳ      | Electric Factory                       |
| 2 tháng 5 năm 2009  | Thành phố New York  | Hoa Kỳ      | Terminal 5                             |
| 3 tháng 5 năm 2009  | Agawam              | Hoa Kỳ      | Northern Star Arena                    |
| 4 tháng 5 năm 2009  | Boston              | Hoa Kỳ      | House of Blues                         |
| 6 tháng 5 năm 2009  | Austin              | Hoa Kỳ      | Austin Music Hall                      |
| 8 tháng 5 năm 2009  | Chula Vista         | Hoa Kỳ      | Cricket Wireless Amphitheatre          |
| 9 tháng 5 năm 2009  | Irvine              | Hoa Kỳ      | Verizon Wireless Amphitheatre          |
| 10 tháng 5 năm 2009 | Tây Sacramento      | Hoa Kỳ      | Raley Field                            |
| Châu Đại Dương      |                     |             |                                        |
| 16 tháng 5 năm 2009 | Auckland            | New Zealand | Vector Arena                           |
| 19 tháng 5 năm 2009 | Brisbane            | Úc          | Brisbane Entertainment Centre          |
| 21 tháng 5 năm 2009 | Newcastle           | Úc          | Newcastle Entertainment Centre         |
| 22 tháng 5 năm 2009 | Sydney              | Úc          | Acer Arena                             |
| 23 tháng 5 năm 2009 | Sydney              | Úc          | Acer Arena                             |
| 25 tháng 5 năm 2009 | Sydney              | Úc          | Paddington Uniting Church              |
| 26 tháng 5 năm 2009 | Melbourne           | Úc          | Rod Laver Arena                        |
| 27 tháng 5 năm 2009 | Melbourne           | Úc          | Rod Laver Arena                        |
| 28 tháng 5 năm 2009 | Adelaide            | Úc          | Adelaide Entertainment Centre          |
| 30 tháng 5 năm 2009 | Perth               | Úc          | Burswood Dome                          |
| Châu Á              |                     |             |                                        |
| 8 tháng 6 năm 2009  | Tokyo               | Nhật Bản    | Shibuya-AX                             |
| 14 tháng 6 năm 2009 | Clarke Quay         | Singapore   | The Dome on Merchant Loop              |
| 17 tháng 6 năm 2009 | Seoul               | Hàn Quốc    | Club Answer                            |
| Bắc Mỹ              |                     |             |                                        |
| 19 tháng 6 năm 2009 | Toronto             | Canada      | Kool Haus                              |
| Châu Âu             |                     |             |                                        |
| 26 tháng 6 năm 2009 | Pilton              | Anh         | Worthy Farm                            |
| 29 tháng 6 năm 2009 | Manchester          | Anh         | Manchester Academy                     |
| 1 tháng 7 năm 2009  | Cork                | Ireland     | The Marquee                            |
| 3 tháng 7 năm 2009  | Werchter            | Bỉ          | Werchter Festival Grounds              |
| 4 tháng 7 năm 2009  | Luân Đôn            | Anh         | Sân vận động Wembley                   |
| 4 tháng 7 năm 2009  | Luân Đôn            | Anh         | G-A-Y                                  |
| 5 tháng 7 năm 2009  | Luân Đôn            | Anh         | Sân vận động Wembley                   |
| 8 tháng 7 năm 2009  | Floriana            | Malta       | Fuq il-Fosos                           |
| 9 tháng 7 năm 2009  | Paris               | Pháp        | L'Olympia                              |
| 11 tháng 7 năm 2009 | Perth and Kinross   | Scotland    | Balado                                 |
| 12 tháng 7 năm 2009 | Quận Kildare        | Ireland     | Punchestown Racecourse                 |
| 13 tháng 7 năm 2009 | Manchester          | Anh         | O2 Apollo Manchester                   |
| 14 tháng 7 năm 2009 | Luân Đôn            | Anh         | O2 Academy Brixton                     |
| 16 tháng 7 năm 2009 | Munich              | Đức         | Zenith die Kulturhalle                 |
| 17 tháng 7 năm 2009 | Cologne             | Đức         | Palladium                              |
| 18 tháng 7 năm 2009 | Berlin              | Đức         | Columbiahalle                          |
| 20 tháng 7 năm 2009 | Amsterdam           | Hà Lan      | Melkweg                                |
| 21 tháng 7 năm 2009 | Zürich              | Thụy Sĩ     | Maag Event Hall                        |
| 22 tháng 7 năm 2009 | Viên                | Áo          | Gasometer Halle                        |
| 24 tháng 7 năm 2009 | Ibiza               | Tây Ban Nha | Eden                                   |
| 25 tháng 7 năm 2009 | Amsterdam           | Hà Lan      | Paradiso                               |
| 26 tháng 7 năm 2009 | Hamburg             | Đức         | Stadtpark Freilichtbühne               |
| 28 tháng 7 năm 2009 | Helsinki            | Phần Lan    | Kulttuuritalo                          |
| 30 tháng 7 năm 2009 | Oslo                | Na Uy       | Sentrum Scene                          |
| 31 tháng 7 năm 2009 | Copenhagen          | Đan Mạch    | K.B. Hallen                            |
| 1 tháng 8 năm 2009  | Östersund           | Thụy Điển   | Storsjöyran Festligterräng             |
| 2 tháng 8 năm 2009  | Stockholm           | Thụy Điển   | Stora Scen                             |
| Châu Á              |                     |             |                                        |
| 7 tháng 8 năm 2009  | Osaka               | Nhật Bản    | Maishima Sports Island                 |
| 8 tháng 8 năm 2009  | Chiba               | Nhật Bản    | Makuhari Messe                         |
| 9 tháng 8 năm 2009  | Seoul               | Hàn Quốc    | Hội trường Olympic                     |
| 11 tháng 8 năm 2009 | Thành phố Quezon    | Philippines | Araneta Coliseum                       |
| 12 tháng 8 năm 2009 | Singapore           | Singapore   | Fort Canning Park                      |
| 15 tháng 8 năm 2009 | Ma Cao              | Trung Quốc  | Venetian Arena                         |
| 19 tháng 8 năm 2009 | Tel Aviv            | Israel      | Israel Trade Fairs & Convention Center |
| Châu Âu             |                     |             |                                        |
| 22 tháng 8 năm 2009 | Weston-under-Lizard | Anh         | Weston Park                            |
| 23 tháng 8 năm 2009 | Chelmsford          | Anh         | Hylands Park                           |
| Bắc Mỹ              |                     |             |                                        |
| 28 tháng 9 năm 2009 | Richmond            | Hoa Kỳ      | Nhà hát Landmark                       |
| 29 tháng 9 năm 2009 | Washington, D.C.    | Hoa Kỳ      | DAR Constitution Hall                  |

Bị hoãn lịch
| Ngày                | Thành phố  | Quốc gia | Địa điểm                    |
| ------------------- | ---------- | -------- | --------------------------- |
| 27 tháng 6 năm 2009 | Manchester | Anh      | Old Trafford Cricket Ground |
| 28 tháng 6 năm 2009 | Manchester | Anh      | Old Trafford Cricket Ground |

### Hệ thống dữ liệu bán vé
| Địa điểm                      | Thành phố        | Vé bán ra / Vé đặt trước | Tổng doanh thu |
| ----------------------------- | ---------------- | ------------------------ | -------------- |
| Nhà hát Wiltern               | Los Angeles      | 2.700 / 2.700 (100%)     | 52.904 USD     |
| Metropolis                    | Montreal         | 2.255 / 2.255 (100%)     | 50.387 USD     |
| Nhà hát âm nhạc hoàng gia Oak | Royal Oak        | 1.700 / 1.700 (100%)     | 34.000 USD     |
| Nhà hát Gothic                | Englewood        | 1.088 / 1.088 (100%)     | 20.000 USD     |
| House of Blues                | San Diego        | 1.000 / 1.000 (100%)     | 18.500 USD     |
| The Ritz Ybor                 | Tampa            | 1.560 / 1.560 (100%)     | 31.065 USD     |
| DAR Constitution Hall         | Washington, D.C. | 3.500 / 3.500 (100%)     | 141.004 USD    |
|                               | TỔNG CỘNG        | 13.803 / 13.803 (100%)   | 347.860 USD    |

### Chú giải
1. 1 2  Encore là một thuật ngữ được sử dụng trong nghệ thuật trình diễn, chỉ những tiết mục do nữ ca sĩ thể hiện với sự yêu cầu của khán giả chứ không được lên kế hoạch từ trước.
2. ↑  Gaga gọi tắt tên của chuyến lưu diễn là Ball. "Ball" ở đây mang nghĩa một đại nhạc hội.
3. ↑  Haus of Gaga (Gaga gọi tắt là Haus) là một đội ngũ sáng tạo (creative team) do Lady Gaga thành lập và chịu trách nhiệm trong phong cách ăn mặc đặc trưng của nữ ca sĩ. Xem thêm về đội ngũ này tại Wikipedia tiếng Anh.
4. ↑  Peplum là loại váy hoặc áo có phần eo xòe hoặc nhún bèo để làm to vòng 3, là trang phục phổ biển của thập niên 80 thế kỷ trước.
5. ↑  Dịch nghĩa: "Nhạc pop sẽ không bao giờ lụi tàn"
6. ↑  "Bridge" là phần chuyển tiếp giữa phiên khúc (verse) và điệp khúc (chorus), còn được gọi là đoạn chuyển
7. ↑  Tặc lưỡi (Tongue-in-cheek) là một thành ngữ tiếng Anh nhằm ám chỉ một phát ngôn hài hước hoặc mỉa mai với biểu hiện giả vờ nghiêm túc.
8. ↑  Dịch nghĩa: Có người nói Lady Gaga là một kẻ dối trá
9. ↑  Dịch nghĩa: những chàng trai trong xe hơi
10. ↑  Dịch nghĩa: mua cho chúng tôi đồ uống ở các quầy bar
11. ↑  Buổi hòa nhạc này ban đầu được dự kiến diễn ra tại Avalon.
12. ↑  Buổi hòa nhạc này lúc đầu được dự kiến diễn ra tại Crofoot Ballroom.
13. ↑  Buổi hòa nhạc này là một phần trong "Dinah Shore Weekend"[19]
14. ↑  Buổi hòa nhạc này là một phần trong "White Party"[20]
15. ↑  Buổi hòa nhạc này là một phần trong "SWR3 Party"[21]
16. ↑  Buổi hòa nhạc này là một phần trong "Summer Kick Off" của Kiss 95.7[22]
17. ↑  Buổi hòa nhạc này là một phần trong "Grammy Celebration Concert Tour"[23]
18. ↑  Buổi hòa nhạc này là một phần trong "Second Chance Prom"[24]
19. ↑  Buổi hòa nhạc này là một phần trong "Summer Kick Off" của Channel 933
20. ↑  Buổi hòa nhạc này là một phần trong "Wango Tango"[25]
21. ↑  Buổi hòa nhạc này là một phần trong "EndFest 2009" của 107.9 The End
22. ↑  Gaga biểu diễn như một tiết mục khai mạc của chuyến lưu diễn Doll Domination Tour của Pussycat Dolls, ngoại trừ buổi hòa nhạc thứ ba tại Sydney, trong khi diễn tại Châu Đại Dương.
23. ↑  Buổi hòa nhạc này là một phần trong Kia Soul Live at The Chapel.[27]
24. ↑  Buổi hòa nhạc này là một phần trong "Nhạc hội Glastonbury 2009"[30]
25. ↑  Buổi hòa nhạc này là một phần trong "Live at the Marquee"[31]
26. ↑  Buổi hòa nhạc này là một phần trong "Rock Werchter"[32]
27. 1 2 3 4  Ở những buổi hòa nhạc này, Gaga biểu diễn tiết mục khai mạc trong chuyến lưu diễn The Circus Live của Take That.[33]
28. ↑  Buổi hòa nhạc này là một phần trong "Isle of MTV"[34]
29. ↑  Buổi hòa nhạc này là một phần trong "T in the Park"[35]
30. ↑  Buổi hòa nhạc này là một phần trong "Oxegen"[36]
31. ↑  Buổi hòa nhạc này là một phần trong "Orange Rockcorps Live Concert Event"[37]
32. ↑  Buổi hòa nhạc này là một phần trong "Storsjöyran"[38]
33. 1 2  Những buổi hòa nhạc này là một phần trong "Summer Sonic Festival"[39]
34. ↑  Buổi hòa nhạc này là một phần trong "Non-Stop Musix"[40]
35. 1 2  Những buổi hòa nhạc này là một phần trong "V Festival"[41]
36. ↑  Buổi hòa nhạc này lúc đầu được dự kiến diễn ra vào ngày 3 tháng 4 năm 2009 tại Nhà hát Quốc gia, nhưng bị dời địa điểm tổ chức đến Nhà hát Landmark rồi bị hoãn.